# Xã Alabama, Quận Nevada, Arkansas
Xã Alabama (tiếng Anh: Alabama Township) là một xã thuộc quận Nevada, tiểu bang Arkansas, Hoa Kỳ. Năm 2010, dân số của xã này là 279 người.